# Lot 49 (Île-du-Prince-Édouard)
Pour les articles homonymes, voir Lot 49.
Lot 49 est un canton dans le comté de Queens, Île-du-Prince-Édouard, Canada. Il fait partie de la Paroisse Bedford.

## Population
- 1 124 (recensement de 2001)[1]
- 1 043 (recensement de 2006)[1]
- 1 077 (recensement de 2011)[2]

## Communautés
Incorporé :
- Alexandra
- Hazelbrook

Non-incorporé :
- Avondale
- Vernon Bridge
- Vernon River